# Mala Drenova
Mala Drenova (cyr. Мала Дренова) – wieś w Serbii, w okręgu rasińskim, w gminie Trstenik. W 2011 roku liczyła 616 mieszkańców.